# Parcul Buddha

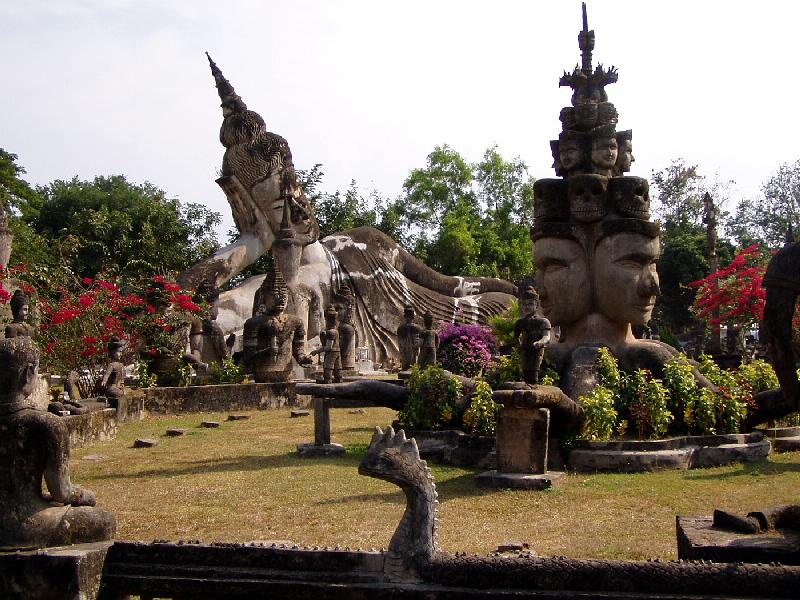
Buddha Park

Parcul Buddha, cunoscut si sub numele de Xieng Khuan (precum și alte variante de ortografie), este un parc de sculpturi situat la 25 km sud-est de Vientiane, Laos, într-o pajiște langa râul Mekong. Deși nu este un templu (Wat), parcul poate fi menționat ca Wat Xieng Khuan (în laoțiană  ວັດ ຊຽງ ຄວນ; în thailandeză  วัด เซี ยง ควน)., deoarece conține numeroase imagini religioase.  Numele Xieng Khuan înseamnă Orașul Spiritului. Parcul conține peste 200 de statui budiste și hinduse. Guvernul socialist utilizează Parcul Buddha ca atracție turistică și parc public.

## Prezentare generală

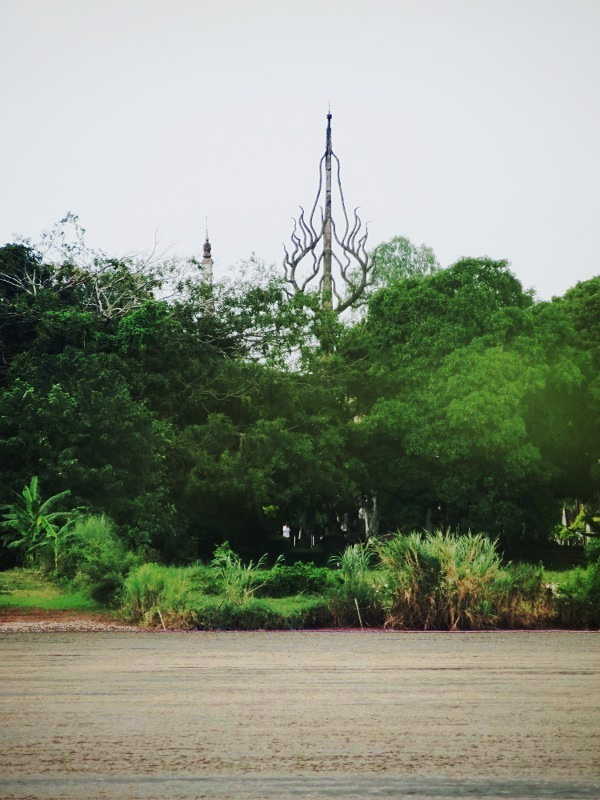
Partea superioară a turnului "dovleac" în Parcul Buddha, văzută printre copaci din partea thailandeză a raului Mekong.

Parcul a fost început în 1958 de către Luang Pu (Venerabilul bunic) Bunleua Sulilat. Luang Pu Bunleua Sulilat a fost un preot-șaman, care a integrat hinduismul și budismul. Perspectiva sa unica a fost influențată de un rishi hindus cu care a studiat în Vietnam. După revoluția din 1975, ingrijorat de repercusiunile guvernarea Pathet Lao, el a fugit din Laos în Thailanda, unde a construit un alt parc de sculpturi, Sala Keoku în Nong Khai. Ambele parcuri sunt situate chiar lângă granița thailandezo-laoțiană (râul Mekong), la doar câțiva kilometri distanță unul de altul, iar cele mai înalte structuri ale Parcului Buddha pot fi văzute din partea thailandeză a râului Mekong.
Statuile sunt realizate din beton armat și sunt ornamentate, și, uneori, bizare, ca design. Statuile par a fi vechi de secole, deși ele sunt recent realizate. Există sculpturi de oameni, zei, animale și demoni. Există numeroase sculpturi ale lui Buddha, personaje de credință budistă, cum ar fi Avalokiteśvara, și personaje ale mitologiei hinduse, inclusiv Shiva, Vishnu și Arjuna. Aceste sculpturi erau probabil realizate de către muncitori necalificați sub supravegherea lui Luang Pu Bunleua Sulilat.] O sculptură notabila seamănă cu un dovleac gigant.Ea are trei etaje, reprezentând trei niveluri: Iadul, Pământul și Raiul. Vizitatorii pot intra printr-o deschidere ce reprezintă gura unui cap de demon de 3 metri înălțime și pot apoi urca pe scări din iad spre rai. Fiecare nivel conține sculpturi care îl descriu. În partea de sus, există un loc de unde se poate vedea întregul parc. O altă sculptură, un enorm Buddha culcat, de 40 de metri lungime este de asemenea, o atracție a parcului.

## Gallery

Parcul Buddha
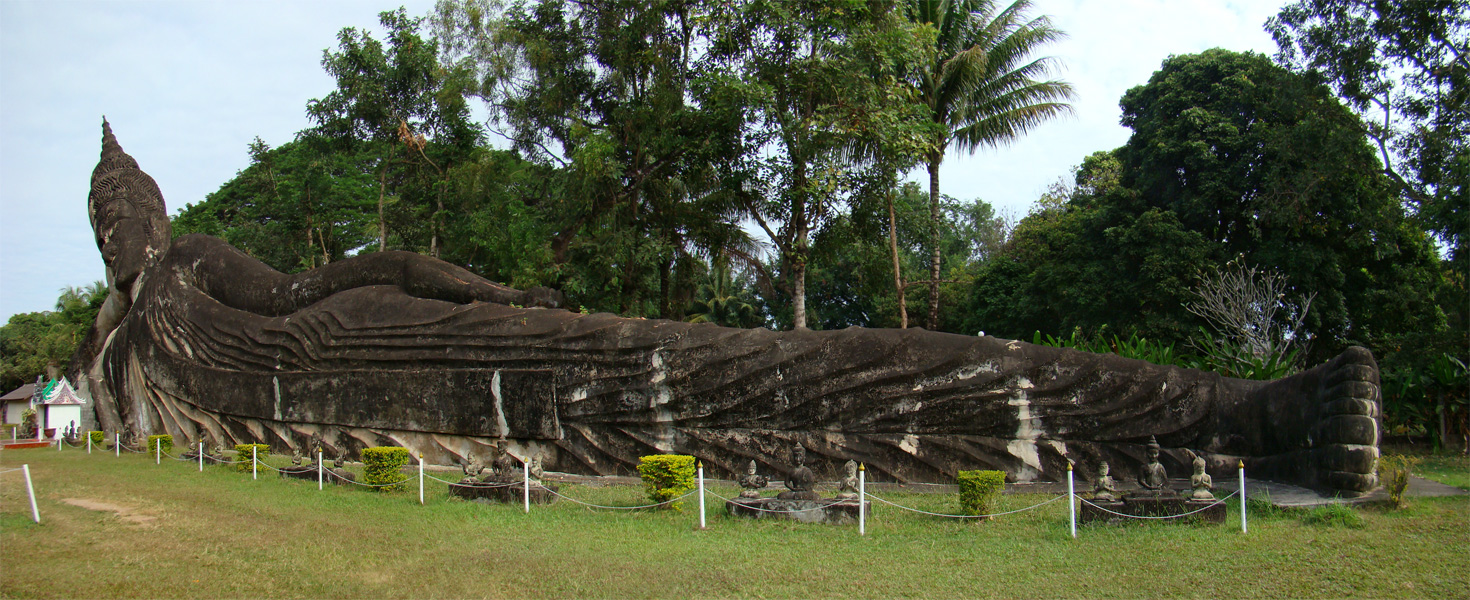
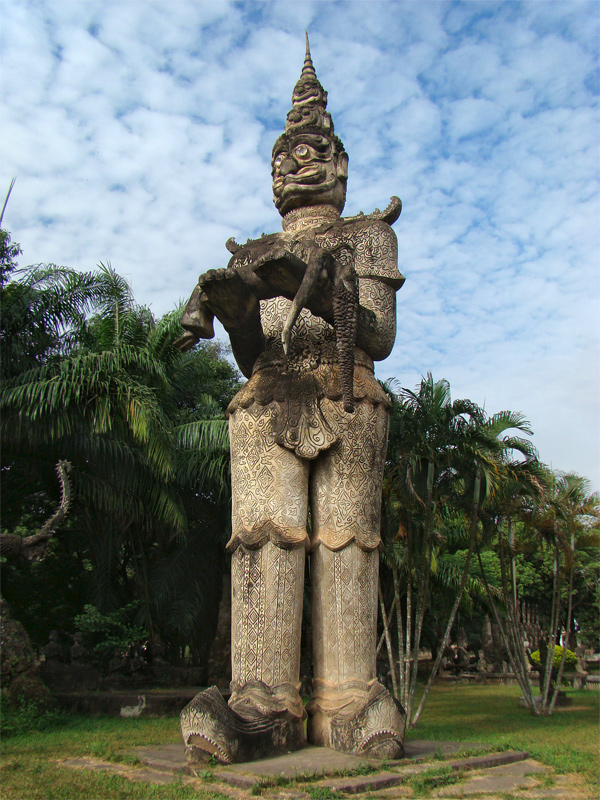
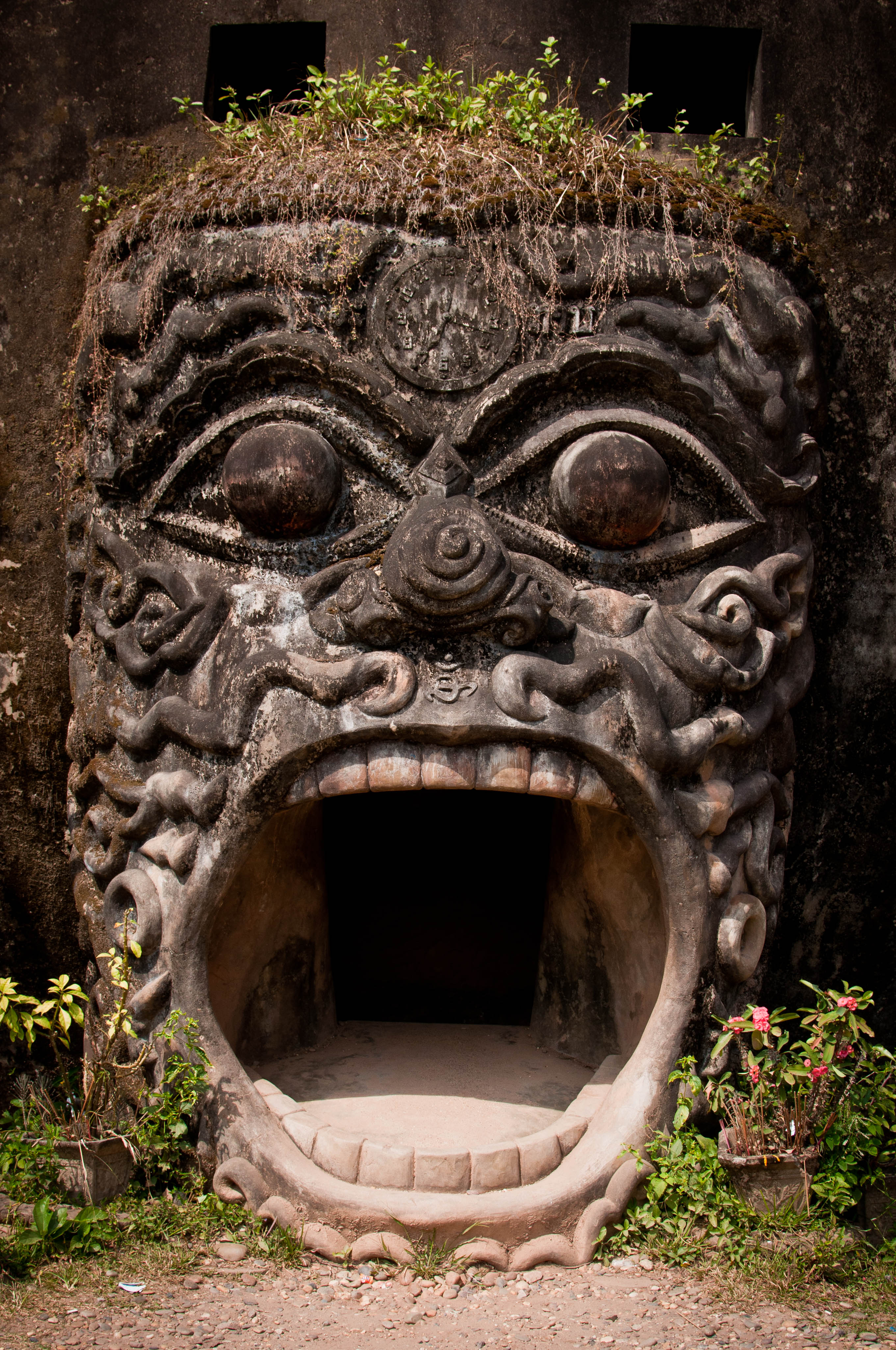
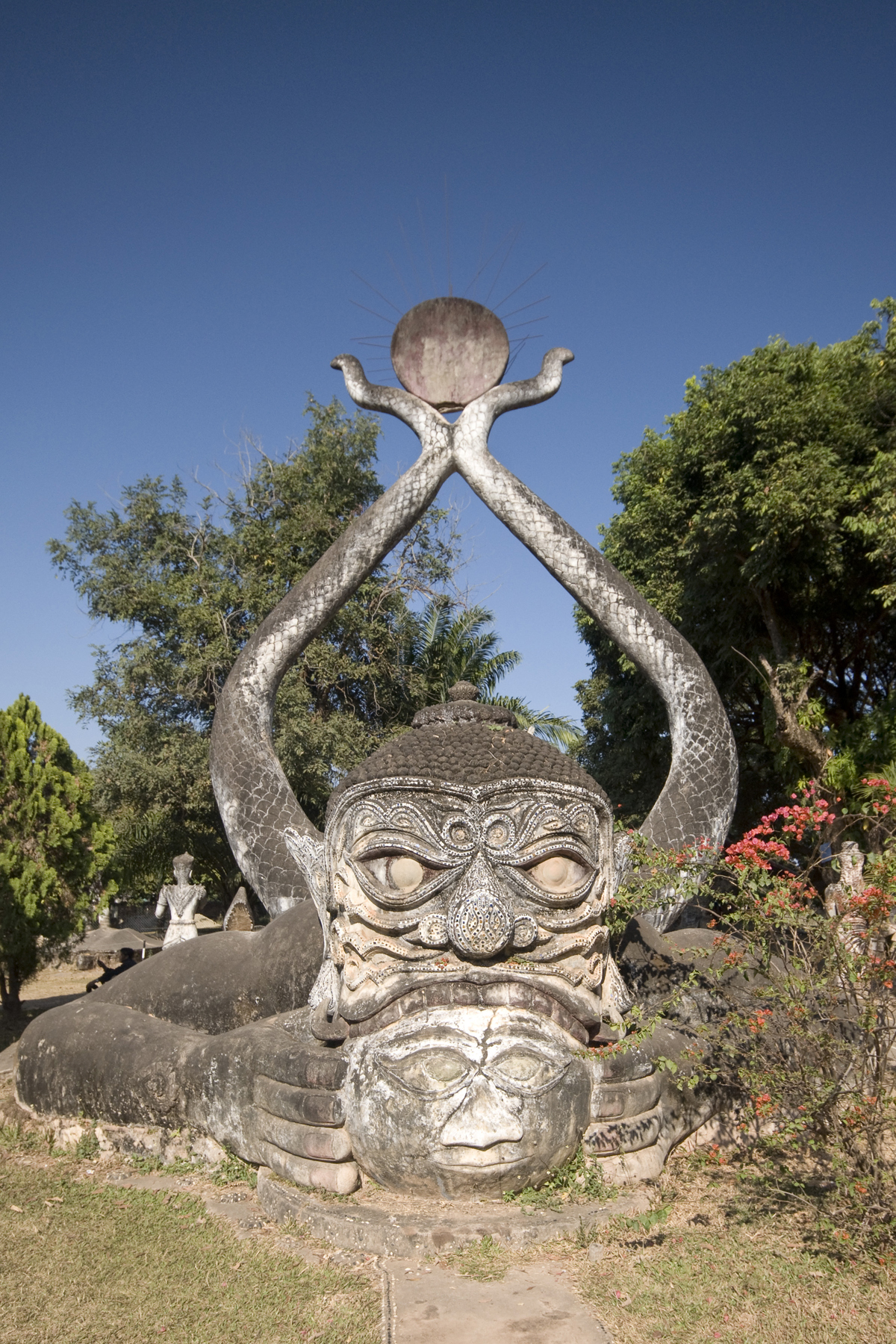
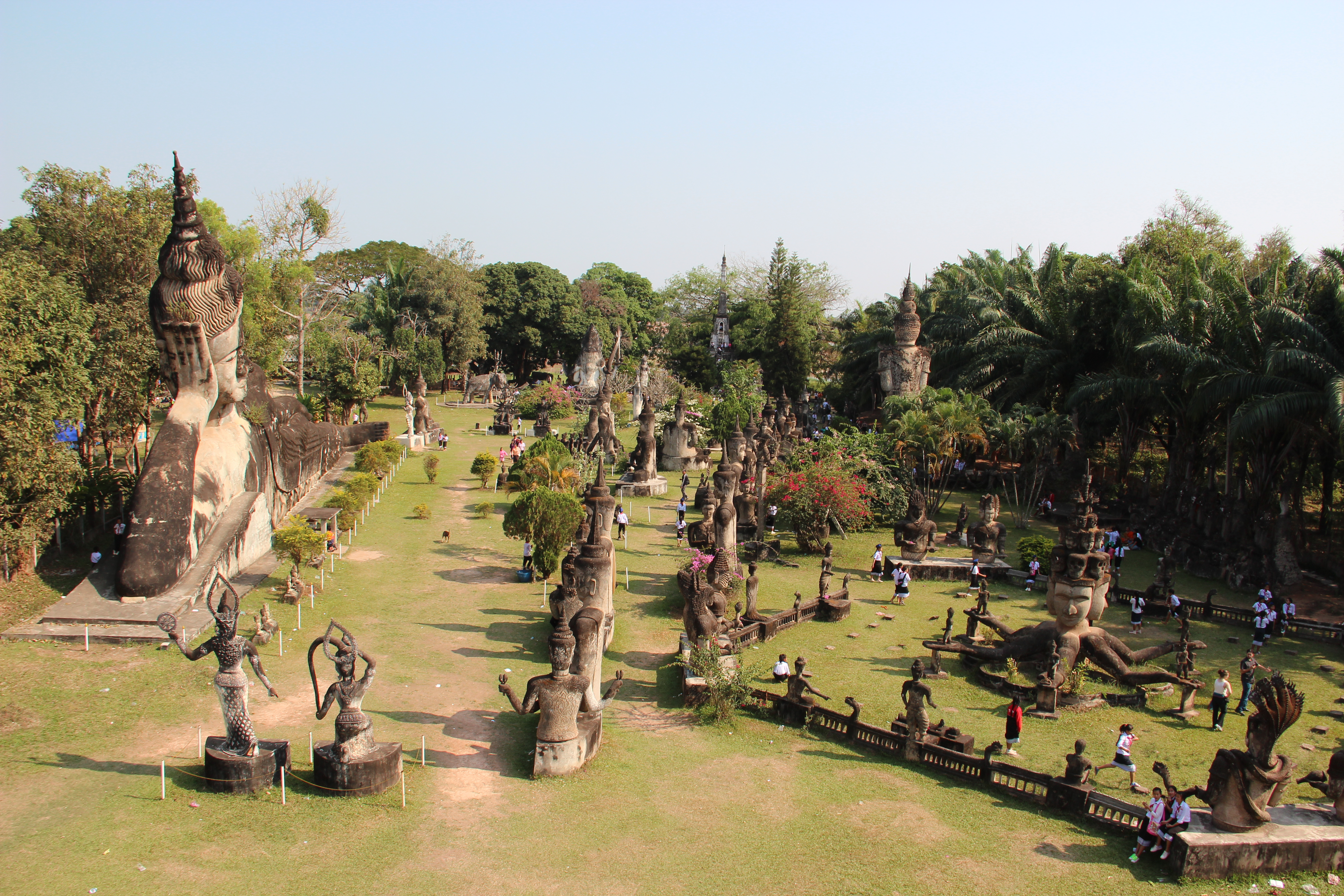

## Listă de referințe
1. 1 2 3 4  en Jeff Cranmer; Steven Martin; Kirby Coxon (noiembrie 2002). Rough guide to Laos. Rough Guides. pp. 111–112. ISBN 978-1-85828-905-2. Accesat în 18 iunie 2011.
2. 1 2 3 4 5 6  en Nick Ray; Thomas Huhti (2007). Vietnam, Cambodia, Laos & the Greater Mekong. Lonely Planet. p. 271. ISBN 978-1-74104-761-5. Accesat în 18 iunie 2011.
3. 1 2  Let's Go, Inc. Staff (18 noiembrie 2004). Southeast Asia. Macmillan. p. 106. ISBN 978-0-312-33567-0. Accesat în 18 iunie 2011.
4. 1 2 3 4  „Vientiane Attractions - What to See in Vientiane”. Accesat în 18 iunie 2011.
5. 1 2 3  Jock O'Tailan (17 iunie 2008). Footprint Laos. Footprint Travel Guides. p. 82. ISBN 978-1-906098-18-6. Accesat în 18 iunie 2011.
6. ↑  „Buddha Park, a photo from Vientiane, North”. trekearth.com. Accesat în 18 iunie 2011.